# Zjednoczenie (1831)
Zjednoczenie, dziennik narodowości poświęcony – dziennik wydawany w czasie powstania listopadowego od 24 czerwca do 6 września 1831 roku założony przez Aleksandra Wielopolskiego i grono jego przyjaciół. Pismo zajęło skrajne pozycje w obronie konstytucyjnej monarchii szlacheckiej z pewnymi koncesjami dla mieszczaństwa. Założone przez Wielopolskiego w celu walki z lewicą.
Autorami artykułów byli: Aleksander Wielopolski, Konstanty Świdziński, Bruno Kiciński, Romuald Hube, Lach Szyrma, Cyprian Zaborowski.